# Бетті в Нью-Йорку
«Бетті в Нью-Йорку» (ісп. Betty en NY) — американська теленовела виробництва компанії Telemundo Global Studios, заснована на колумбійській теленовели 1999 року «Я — негарна Бетті», створеної Фернандо Гайтаном. У головних ролях Еліфер Торрес та Ерік Еліас. Виходив на телеканалі Telemundo з 6 лютого по 12 серпня 2019 року.

## Сюжет
Серія обертається навколо Беатріс Аврори Рінкон Лозано, розумної та здібної молодої мексиканки, яка живе в Нью-Йорку і йде за своїми мріями, долаючи забобони у світі, де імідж — це все. Після шести місяців відмов на всіх роботах, на які вона претендує через відсутність фізичної привабливості, Бетті вирішує прийняти роботу набагато нижчу від її можливостей. Таким чином, після вступу до вишуканої модної компанії V&M Fashion, вона стає особистим секретарем президента компанії. Незважаючи на те, що над нею щодня висміюють і принижують за те, що їй зовсім не вистачає стилю, Бетті більше ніж готова не зазнати поразки в цій нещадній війні явностей. Хоча вона надзвичайно компетентна і має великі плани щодо особистісного зростання, жодна з багатьох її якостей не зможе допомогти Бетті знайти справжнє кохання.

## У ролях
- Еліфер Торрес — Беатріс «Бетті» Аврора Рінкон
- Ерік Еліас — Армандо Мендоси
- Сабріна Сіера — Марсела Валенсія
- Аарон Діас — Рікардо Кальдерона
- Гектор Суарес Гоміс — Уго Ломбарді
- Сезар Боно — Деметріо Рінкона
- Альма Дельфіна — Гуля Лозано де Рінкон
- Джеймі Осоріо — Маріани Гонсалес
- Сільвія Саенц — Патрісії Фернандес
- Сауль Лізасо — Роберто Мендоса
- Маурісіо Гарса — Ніколаса Рамоса
- Шейла Тадео — Берти Варгас
- Ізабель Морено — Інес «Інесіта» Сандовал
- Амаранта Руїс — Софії Пенья
- Маурісіо Енао — Фабіо
- Глорія Перальта — Маргарити Дель Валле Мендоса
- Пепе Суарес — Ефраїна Монтеса
- Вероніка Шнайдер — Каталіни Ескарпи
- Родольфо Салас — Даніеля Валенсії
- Фредді Флорес — Джованні Кастанеди
- Кандела Маркес — Дженні Венді Рейес
- Даніела Тапіа — Аура Марія Андраде
- Хайме Аймеріх — Чарлі Годінс
- Поло Монаррес — Вілсона Куатемока Маркеса
- Валерія Віра — Сандри Фуентес
- Рикардо Ернандес — Грегоріо Мата
- Палома Маркес — Марії Лусії Валенсії
- Джиммі Бернал — Реймонда Сміта
- Мішель Таурель — Карли
- Габріель Коронель — Начо
- Фред Валле — Стіва Паркера
- Карен Карреньо — Наомі Ферреті
- Сюзі Еррера — Дейзі
- Карл Мергенталер — містера Андерсона
- Салім Рубіялес — Петра
- Софія Река — Роміна
- Хорхе Консехо — Френка
- Даніела Ботеро — Ванесса Паласіос
- Лора Гаррідо — Сінді Андерсон
- Віллі Мартін — Елвіса
- Саул Мендоса — Андреса
- Анхело Ямайка — Мануеля
- Сантьяго Хіменес
- Ной Ріко — Ефраїна Монтеса
- Мартін Фахардо — Джонатана Монтеса
- Габі Еспіно — камео

## Інші версії
- Колумбія — Я — негарна Бетті (ісп. Yo soy Betty, la fea), 1999 — колумбійська теленовела виробництва компанії RCN Televisión. У головних ролях Ана Марія Ороско та Хорхе Енріке Абельйо.
- Мексика - Любов не така, якою її малюють (ісп. El amor no es como lo pintan), 2000 — мексиканська теленовела виробництва компанії TV Azteca. У головних ролях Ванесса Акоста та Ектор Соберон.
- Колумбія — Екомода (ісп. Ecomoda), 2001 — колумбійська теленовела виробництва компанії RCN Televisión. У головних ролях Ана Марія Ороско та Хорхе Енріке Абельйо.
- Колумбія — Бетті Тунс (ісп. Betty Toons), 2001 — колумбійський мультсеріал виробництва компанії RCN Televisión. У головних ролях Алехандра Ботеро.
- Португалія — Все для кохання (порт. Tudo por Amor), 2002 — португальська теленовела виробництва телеканалу TVI. У головних ролях Софія Дуарте Сілва, Діого Моргадо, Маркантоніо Дель Карло, Інес Кастель-Бранко та Аделаїда Феррейра.
- Індія — Немає нікого, як Джассі (гінді जस्सी जैसी कोई नहीं / Jassi Jaissi Koi Nahin), 2003 — індійська теленовела, створена компанією DJ's a Creative Unit для телеканалу Sony Entertainment Television. У головних ролях Мона Сінгх і Апурва Агніхотрі.
- Ізраїль — Потворний Есті (івр. אסתי המכוערת / Esti HaMekho'eret), 2004 — ізраїльська теленовела виробництва телеканалу Channel 2. У головних ролях Рікі Бліх.
- Туреччина — Це не буває без вас (тур. Sensiz Olmuyor), 2005 — турецька теленовела виробництва телеканалів Show TV і Kanal D. У головних ролях Озлем Конкер, Єліз Шар і Емре Алтуґ.
- Німеччина — Закоханий у Берлін (нім. Закоханий у Берлін), 2005 — німецька теленовела виробництва компаній Grundy UFA і Phoenix Film для телеканалу Sat.1. У головних ролях Олександра Нелдел, Матіс Кюнцлер, Тім Сандер і Лаура Оссвальд.
- Росія — Не народися вродливою (рос. Не родись красивой / Ne Rodis Krasivoy), 2005 — російська теленовела виробництва телеканалу СТС. У головній ролі Неллі Уварова.
- Мексика — Найкрасивіший потворний (ісп. La fea más bella), 2006 — мексиканська теленовела виробництва компанії Televisa. У головних ролях Анжеліка Вале і Хайме Каміль.
- Нідерланди — Лотта (нід. Lotte), 2006 — голландська теленовела, створена компанією Blue Circle для телеканалу Tien. У головних ролях Нінке Беекхейзен і Ларс Ооствен.
- Іспанія — Я Беа (ісп. Yo soy Bea), 2006 — іспанська теленовела, створена компанією Grundy Producciones для телеканалу Telecinco. У головних ролях Рут Нуньєс і Алехандро Тус.
- США — Не краса по-американськи (ісп. Ugly Betty), 2006-2010 — американський телесеріал виробництва ABC Studios для телеканалу ABC. У головних ролях Америка Феррера та Ерік Мабіус.
- Греція — Марія, потворна (грец. Μαρία η άσχημη / Maria, i Aschimi), 2007 —грецька теленовела виробництва Mega Channel. У головних ролях Аггелікі Даліані та Антімос Ананіадіс.
- Бельгія — Сара (нід. Sara), 2007 — бельгійська теленовела виробництва компанії Fremantle для телеканалу VTM. У головних ролях Верле Бетенс, Герт Вінкельманс, Курт Рогірс, Сандрін Андре та Лотте Піной.
- Хорватія,  Сербія — Не здавайся, Ніна (хорв. Ne daj se, Nina), 2007 — хорватсько-сербська теленовела, створена телеканалами Prva Srpska Televizija та RTL Televizija. У головних ролях Лана Гояк і Роберт Курбаша.
- В'єтнам — Погана дівчина (в'єт. Cô gái xấu xí), 2008, в'єтнамська теленовела виробництва телеканалу VTV3. У головних ролях Нгок Хіоп і Чі Бо.
- Чехія — Некрасива Катька (чеськ. Ošklivka Katka), 2008 — чеська теленовела виробництва телеканалу Prima. У головній ролі Катержина Янечкова.
- Філіппіни — Я люблю Бетті ла Феа (англ. I Love Betty La Fea), 2008 — філіппінська теленовела виробництва компанії ABS-CBN. У головних ролях Беа Алонзо та Джон Ллойд Круз.
- КНР — Потворна дівчина непереможна (кит.: 丑女无敌 / Chou nu wudi), 2008 — китайський телесеріал виробництва Hunan Television. У головній ролі Лі Сіньру.
- Польща — Потворний (пол. Brzydula), 2008 — польська теленовела виробництва телеканалу TVN. У головних ролях Юлія Камінська та Філіп Бобек.
- Бразилія — Бела, Потворна (порт. Bela, a Feia), 2009, — бразильська теленовела виробництва телеканалу Record. У головних ролях Жизель Ітьє та Бруно Феррарі.
- Грузія — Дівчина з передмістя (груз. გოგონა გარეუბნიდან / Gogona Gareubnidan), 2010 — грузинська теленовела, створена компанією Night Show Studio для телеканалу Imedi TV. У головній ролі Тіна Махарадзе.
- Малайзія — Місія Бетті (малай. Misi Betty), 2011 — малайзійська теленовела виробництва телеканалу TV9. У головній ролі Сіті Фазуріна.
- Еквадор — Вето, негарний (ісп. Veto al feo), 2013 — еквадорська теленовела виробництва телеканалу Ecuavisa. У головних ролях Ефраїн Руалес та Урсула Стренґе.
- Єгипет — Подарунок людини-ворона (араб. هبة رجل الغراب / Heba Regl El-Ghorab), 2014 — єгипетська теленовела виробництва компанії OSN. У головній ролі Емі Самір Ганем.
- Таїланд — Гидка качка (тай. ยัยเป็ดขี้เหร่ / англ. Ugly Betty Thailand), 2015 —  тайська теленовела, створена компанією Kantana Motion Pictures для телеканалу Thairath TV. У головних ролях Пратчаянан Суванмані та Васін Ацаванаруенат.
- Алжир — Тамуша (араб. طيموشة / Timoucha), 2020 — алжирська теленовела виробництва компанії ENTV. У головній ролі Міна Лахтер.
- ПАР — Наша Беттіна, (коса uBettina Wethu), 2021 — південноафриканська теленовела виробництва телеканалу SABC 1. У головній ролі Фарієда Меціленг.
- Україна — Моя улюблена Страшко, 2021 — українська теленовела виробництва телеканалу 1+1. У головній ролі Ірина Поплавська та Олександр Соколов.
- Колумбія — Бетті, потворна: Історія продовжується (ісп. Betty, la fea: la historia continúa), 2024 — колумбійський телесеріал, виробництва компанії RCN Televisión для потокової платформи Prime Video. У головних ролях Ана Марія Ороско та Хорхе Енріке Абельйо.